# Bella da morire (miniserie televisiva)
Bella da morire è una miniserie televisiva italiana del 2020, composta da 8 episodi, diretta da Andrea Molaioli, trasmessa dal 15 marzo al 5 aprile 2020 su Rai 1.

## Episodi
| Nº | Titolo     | Prima visione |
| -- | ---------- | ------------- |
| 1  | Episodio 1 | 15 marzo 2020 |
| 2  | Episodio 2 | 15 marzo 2020 |
| 3  | Episodio 3 | 22 marzo 2020 |
| 4  | Episodio 4 | 22 marzo 2020 |
| 5  | Episodio 5 | 29 marzo 2020 |
| 6  | Episodio 6 | 29 marzo 2020 |
| 7  | Episodio 7 | 5 aprile 2020 |
| 8  | Episodio 8 | 5 aprile 2020 |

## Trama

### Episodio 1
L'ispettrice Eva Cantini fa ritorno a Lagonero, suo paese natale, per aiutare la sorella minore Rachele, madre single del piccolo Matteo. Il suo arrivo in commissariato non è dei più semplici: Eva ha un carattere duro e spigoloso, e il questore Festi la accoglie altrettanto bruscamente. Claudio Scuderi si presenta per denunciare la scomparsa della figlia Gioia, bellissima aspirante showgirl 26enne che Eva aveva casualmente incontrato pochi giorni prima. L'ispettrice viene affiancata dall'irruento collega Marco Corvi (suo compagno di scuola alle elementari) e viene ricevuta dal procuratore capo Giuditta Doria, che inizialmente non crede alla tesi di rapimento. Prima viene ascoltato l'agente Graziano Silvetti, poi la sorella Sofia e i genitori Claudio e Tina (la quale rivela a Eva che la figlia aveva una travagliata relazione con Graziano e che, quando decise di porvi fine, l'uomo reagì malissimo). Per velocizzare l'indagine, la notizia della scomparsa viene divulgata da Chi l'ha visto?. Eva e Marco decidono di far dragare un lago, ma senza risultati. Purtroppo Eva fa una tragica scoperta quando, durante un'immersione subacquea, trova il cadavere di Gioia.
- Altri interpreti: Roberto Caccioppoli (Renato), Mirko Della Zanna (Flavio), Gabriele Marconi (presentatore del concorso), Giulia Petrini (Claudia), Thomas Santu (istruttore di apnea), Federica Sciarelli (sé stessa).
- Ascolti: telespettatori 5 584 000 - share 20,43%.[2]

### Episodio 2
Il medico legale Anita Mancuso rileva delle schegge di legno e frammenti di vernice gialla sotto le unghie spezzate di Gioia, la cui macchina è stata trovata completamente carbonizzata. Dopo aver parlato col vicino di casa Guido Branciamani, i due visualizzano un filmato delle telecamere di sorveglianza di una stazione di servizio: l'ultima persona ad aver parlato con Gioia è stato un ragazzo marocchino pregiudicato, Amir. Marco ed Eva iniziano una relazione, e la donna scopre dal padre Sergio (con il quale ha un rapporto complicato) che il loro cane Moby Dick è stato avvelenato da un vicino. Il giorno dopo il questore Festi ordina la cattura di Amir, che non si trova più; il ragazzo in realtà non è scappato ma è stato rapito. Marco scopre che il ragazzo ha un alibi in quanto, al momento della scomparsa di Gioia, stava lavorando in nero. Eva rintraccia Amir in un capannone abbandonato: il ragazzo è stato rapito da Claudio. Quest'ultimo per la disperazione tenta il suicidio, ma Eva riesce a calmarlo e, dato che Amir non può riconoscerlo essendo stato bendato, promette a Claudio di lasciar perdere il fatto. Anita comunica a Eva e Giuditta che al momento della morte Gioia era incinta da poche settimane.
- Altri interpreti: Giulia Patrignani (Camilla Bonsini), Jason Prempeh (Amir), Chiara Protani (Giorgia), Federico Rosati (Alberto), Giovanni Scognamiglio (agente biondo), Luca Seta (Guido Branciamani), Andrea Vasone (avvocato Frattini).
- Ascolti: telespettatori 5 584 000 - share 20,43%.[2]

### Episodio 3
Lorenzo Cannizzi, amante di Gioia, rivela che il giorno prima della sua scomparsa aveva un appuntamento con lei all'associazione per ciechi dove lui lavora. Eva chiede che gli sia prelevato il DNA per confrontarlo con quello del feto, e il test conferma che Lorenzo ne è il padre; l'uomo racconta a Eva che, quando Gioia gli aveva confessato di essere incinta, ne era stato felicissimo. Per restringere l'orario della morte di Gioia, Eva vuole che Giuditta convinca la famiglia della ragazza a rimandare il funerale per effettuare ulteriori esami. Eva ha una discussione col padre, il quale vorrebbe consegnare al nipote un regalo per il suo compleanno, perché sa che Rachele non sarebbe d'accordo. Eva e Giuditta tornano da Claudio, Tina e Sofia, dai quali apprendono che Gioia assumeva fluoxetina, un farmaco antidepressivo. Alla festa di compleanno di Matteo (a cui tuttavia non si presenta nessuno) arriva Sergio su invito di Eva, con l'iniziale disappunto di Rachele. Anita rivela a Eva e Giuditta che, in base alle analisi sull'assunzione di fluoxetina, Gioia è morta prima delle 21. Quest'orario scagiona Lorenzo, che allora si trovava in un centro commerciale; tuttavia Linda, la moglie cieca di Lorenzo, decide di lasciarlo. Presso un'associazione, Eva scopre che due anni prima Marco (che per un po' di tempo l'ha evitata) aveva picchiato una sua ex fidanzata pensando che lo tradisse: l'uomo teme di ripetere gli stessi errori a causa del sentimento che ora prova verso Eva.
- Altri interpreti: Beniamino Brogi (Lorenzo Cannizzi), Simone Ciampi (Cristiano), Thomas Hunt (Kevin), Leda Kreider (Linda).
- Ascolti: telespettatori 5 363 000 - share 19,22%.[3]

### Episodio 4
Sofia racconta a Eva delle ripetute violenze subìte dalla sorella da parte di Graziano, come confermato dalle cartelle cliniche ottenute da Marco. All'interrogatorio con Graziano, Eva perde la calma e Marco la allontana; Giuditta prosegue l'incontro e Graziano afferma di essersi trovato nella sua agenzia, ma non ci sono testimoni che possano confermarlo. Rachele raggiunge Eva e, tra le lacrime, le confessa che Matteo è frutto di uno stupro, e che quando loro padre aveva saputo della gravidanza inizialmente voleva che abortisse, per questo non accetta di vederlo così legato al nipote. Giuditta informa Eva che Graziano è stato scagionato da Maria, una donna delle pulizie che sostiene di averlo visto addormentato in agenzia. Al funerale di Gioia, Sofia tiene un elogio funebre; all'uscita, Eva nota tra i presenti anche Graziano, lo aggredisce verbalmente e, quando Marco la allontana, ammette di ricambiare i suoi sentimenti. Giuditta accorda a Eva un interrogatorio con Maria, la quale però offre una testimonianza lacunosa. Anita, dopo aver scoperto che il relatore dal quale è attratta, il professor Agneto, è omosessuale, incontra casualmente il cameriere Kevin (già incontrato in altre occasioni), che l'accompagna a casa e con cui passa la notte. Eva non se la sente di proseguire la relazione con Marco perché è convinta che non si possa cambiare. Rachele racconta a Eva di volersene andare per prendersi del tempo e mettere ordine nella testa, affidando il figlio alla sorella. Eva e Giuditta guardano la registrazione dell'interrogatorio di Maria, da cui si evince che la donna ha testimoniato il falso poiché Graziano non si trovava in agenzia.
- Altri interpreti: Fabio Balasso (Luigi Agneto), Beniamino Brogi (Lorenzo Cannizzi), Mihaela Dorlan (Miriam), Thomas Hunt (Kevin), Alla Krasovitzkaya (Maria), Giulia Patrignani (Camilla Bonsini), Dino Spinella (avvocato Micalin), Fabrizio Traversa (Giulio).
- Ascolti: telespettatori 5 363 000 - share 19,22%.[3]

### Episodio 5
Dopo l'arresto di uno spacciatore, Marco trova nel suo appartamento Miriam, la figlia minorenne del suo migliore amico Federico; alla ragazza, il giorno della morte di Gioia, venne ordinato di portare della cocaina a Graziano. Eva (preoccupata per l'aggressività mostrata durante l'interrogatorio a Maria, con cui le estorse la confessione) interroga Graziano, che però ha ricordi confusi dato che era strafatto. Eva incontra suo padre, il quale non volle sporgere denuncia per lo stupro della figlia perché non voleva dare adito alle malelingue. Dopo aver parlato con Miriam, Marco racconta a Eva dell'alibi di Graziano, che quindi è innocente, e decide perciò di pubblicare il video dell'interrogatorio per far riaprire il caso. Giuditta chiede di essere sollevata dall'incarico prendendosi la responsabilità del comportamento di Eva, e assegnando il caso al sostituto procuratore Ignazio Iurini, al quale chiede di tenere Eva, che ha rischiato la sospensione a tempo indeterminato; Iurini è contrario, ma accetta quando Giuditta minaccia di rivelare che hanno avuto una relazione e che lui ha fatto carriera solo per questo. Maria conferma la confessione fatta durante l'interrogatorio con Eva, aggiungendo che l'avvocato di Graziano l'ha pagata per fornirgli un alibi. Miriam viene esortata da Eva e Marco a svelare a suo padre quello che sa, a venire in questura il giorno seguente.
- Altri interpreti: Mauro Aversano (detenuto), Mihaela Dorlan (Miriam), Alla Krasovitzkaya (Maria), Simone Rizzoni (Cocci), Giovanni Scognamiglio (agente biondo).
- Ascolti: telespettatori 5 547 000 - share 19%.[4]

### Episodio 6
Appena il marito Paolo e la figlia Camilla escono, Sofia incontra il suo amante Guido. Anita parla ad Eva e Marco delle schegge di legno sotto la pelle, dei granuli di vernice gialla sotto le unghie e della calce rappresa tra i capelli di Gioia, che forse ha grattato un muro per difendersi. Eva viene convocata da una maestra perché Camilla ha accusato Matteo di averla costretta a baciarlo; Eva non è affatto convinta, e infatti Matteo le racconta che da un po' Camilla si comporta in modo strano e che è stata lei a chiedergli di baciarla anche se lui non voleva, e che non l'ha detto alla maestra perché non voleva che la colpa ricadesse su di lei. Eva accompagna Matteo da Camilla per chiarire la situazione, e si accorge che le pareti della sua cameretta sono state recentemente ridipinte di rosa. Successivamente, Eva entra di soppiatto nella casa, gratta l'intonaco di una parete scoprendo della pittura gialla e consegna un campione ad Anita. Rachele affronta Edoardo, l'uomo che la violentò mettendola incinta di Matteo, ora sposato e con una figlia: l'uomo nega le proprie colpe e, anzi, vigliaccamente incolpa lei di quanto accaduto. Eva vorrebbe reagire, ma Rachele decide di lasciarsi la cosa alle spalle e le chiede di riportarla a casa da Matteo, al quale promette di rimanere. Mentre è in vacanza col marito, Giuditta riceve una chiamata perché l'intonaco sotto le unghie di Gioia risulta essere lo stesso della cameretta di Camilla. Giuditta ne parla con Iurini, che la ritiene una prova non valida in quanto acquisita con metodi non ortodossi, ma la donna chiede dunque un mandato di perquisizione. Rachele ed Eva ricuciono finalmente il rapporto con loro padre. Eva e Marco si baciano durante una nuotata notturna e trascorrono la notte insieme. Ottenuto il mandato di perquisizione, Eva chiama Sofia affinché porti Camilla in giro e s'inventi una scusa per far uscire anche Paolo. Eva parla a Marco della sua ipotesi, secondo cui Gioia avrebbe rifiutato gli approcci di Paolo, che avrebbe reagito uccidendola. Eva torna a casa dei Bonsini e trova Sofia ferita e sanguinante; Paolo diventa ufficialmente ricercato per l'omicidio di Gioia.
- Altri interpreti: Federica Corti (allenatrice di Matteo), Giulia Patrignani (Camilla Bonsini), Pietro Romano (commesso del negozio di vernici), Federico Rosati (Alberto), Luca Seta (Guido Branciamani).
- Ascolti: telespettatori 5 547 000 - share 19%.[4]

### Episodio 7
Edoardo va da Rachele e le chiede scusa per il pessimo atteggiamento della sera prima, offrendosi di aiutarla per qualsiasi cosa; prima di andarsene, scorge Matteo. Arrivano molte segnalazioni e una, che sembra riguardare Paolo, porta invece all'arresto di un criminale serbo in fuga. In questura passa Renato, uno degli uomini che Eva, prima di mettersi con Marco, era solita contattare in chat per incontri intimi di una notte. Marco si mostra via via più geloso fino a che, una sera, dopo aver accusato Eva di tradirlo con altri uomini per via dei numerosi messaggi che le arrivano, nonostante le rassicurazioni di lei, ha uno scatto d'ira che porta Eva a lasciarlo immediatamente e a rifugiarsi a casa di suo padre. Nel frattempo Sofia raggiunge Guido, convinta che lui voglia vivere insieme a lei ora che Paolo non c'è, ma l'uomo le dice che fra loro c'è stata solo una relazione intima, e che se le ha consigliato di lasciare il marito è stato solo per il suo bene. Giuditta, dopo le dichiarazioni d'amore di Iurini e alcuni ripensamenti, decide di rimettersi con lui dopo aver lasciato il marito; una sera quest'ultimo si presenta a casa di Iurini e, dopo aver dato un pugno a quest'ultimo, manda a quel paese entrambi. Edoardo telefona a Rachele, avendo capito che Matteo è suo figlio, ma lei riattacca bruscamente. Marco, insospettito da Sofia, la segue: viene sorpreso dalla donna nello scantinato di casa e, dopo averlo obbligato a iniettarsi un sonnifero sotto la minaccia di un fucile, lo lega ad una sedia.
- Altri interpreti: Federico Benvenuti (uomo serbo), Roberto Caccioppoli (Renato), Thomas Hunt (Kevin), Giovanni Scognamiglio (agente biondo), Luca Seta (Guido Branciamani).
- Ascolti: telespettatori 5 844 000 - share 20,5%.[5]

### Episodio 8
Quando viene ritrovato il cadavere di Paolo, Anita ritiene che l'uomo sia stato ucciso a causa del modo in cui sono stati inferti i colpi mortali, chiedendo perciò di effettuare ulteriori analisi. Rachele invita Eva e, dopo averle detto che forse dovrebbe permettere a Edoardo di vedere Matteo, le racconta, anche su sollecitazione di loro padre, tutto quello che successe la notte della brutale aggressione di Edoardo. Eva, osservando nuovamente il filmato delle telecamere di sorveglianza della stazione di servizio, chiede al nipote se la madre di Camilla è destrimane o mancina. Sta per iniziare la conferenza stampa presentata da Iurini ma, per dare tempo ad Anita di concludere le analisi e accertare che si tratti di omicidio, Giuditta lo chiude in bagno. Anita giunge alla causa del decesso di Paolo: dissanguamento arterioso, inoltre presenta un eccesso di zolpidem, il che indica che chi ha praticato i tagli aveva bisogno che il soggetto non si muovesse, fatto confermato da un segno di siringa sulla schiena. Sofia parla a Marco della preferenza che il padre riservava a Gioia, del fatto che la sorella si mise con un ragazzo che le piaceva e lei ripiegò su Paolo, anche se col tempo imparò ad amarlo e costruì una famiglia, ritrovandosi all'improvviso senza niente; rivela inoltre che Paolo non fu mai violento con lei. Anita telefona a Giuditta confermando che l'assassino di Paolo gli ha tagliato le arterie e l'ha imbottito di tranquillanti. Con una scusa, Eva riesce a farsi aprire la porta da Sofia e, con vari stratagemmi, ha ulteriore conferma dell'ambidestrismo di Sofia, che le racconta di essere nata mancina. Allora Eva afferma che realtà è proprio lei la donna ripresa dalle telecamere di sorveglianza della stazione di servizio poiché ha notato, da numerosi altri video riguardanti Gioia, che lei usava esclusivamente la mano destra. Sofia racconta dunque di quando una sera trovò Paolo immobile sulle scale che la implorava di perdonarlo, terrorizzato all'idea di finire in carcere: aveva infatti appena ucciso Gioia nella camera della loro figlia, dopo aver tentato di violentarla senza riuscirci, strozzandola. Sofia decise però di non chiamare la polizia, poiché Paolo era l'unica persona ad averla mai amata: gli disse di andare comunque a una festa al celibato, mentre lei indossò il vestito di Gioia e andò alla stazione di benzina, attenta a non farsi riprendere in viso, in modo da far credere che si trattasse di sua sorella, verso la quale covava una grande invidia. Conferma infine di essere lei l'assassina di Paolo, che ha ucciso poiché certa che avrebbe confessato facendo finire in prigione anche lei, e anche per vendicarsi della morte di sua sorella. Con un pretesto, Sofia si allontana e torna con il fucile, ma Eva si arma con la pistola e tenta di farla ragionare, affermando che deve pensare a sua figlia, che non è stata lei a uccidere Gioia e che lei è solo un'altra vittima in questa storia, ma Sofia puntualizza di non voler essere solo questo. Eva viene colpita di striscio, mentre Sofia finisce in ospedale.
Claudio accompagna Camilla alla tomba di Gioia, e quando arriva Eva la ringrazia e le dice che troverà il modo di andare avanti e farsi forte per sostenere sua moglie e sua nipote. Rachele ed Eva portano Matteo in spiaggia, dove giunge anche Edoardo, che scambia qualche parola con il figlio dicendogli che dovrà partire, al ché Matteo risponde di stare bene con sua madre. Eva dice a Edoardo che non hanno bisogno dei suoi soldi, che deve sparire e che si dovesse incontrare di nuovo con Matteo dovrà essere solo per volontà di Matteo stesso, non il contrario. Nel frattempo Marco, ancora chiuso nello scantinato e a corto di ossigeno, viene trovato da Eva e dalla scientifica dopo essere riuscito a suonare un fischietto che porta al collo, venendo poi soccorso da un'ambulanza. Risolto il caso e liberatasi dai pensieri, Eva fa una nuotata nel lago.
- Altri interpreti: Thomas Hunt (Kevin), Giulia Patrignani (Camilla Bonsini), Giovanni Scognamiglio (agente biondo).
- Ascolti: telespettatori 5 844 000 - share 20,5%.[5]